# لیندا میدتالین
لیندا سلیدا مید-تالین (زادهٔ ۱۶ اوت ۱۹۴۴) یک بیوشیمی‌دان و پژوهشگر سرطان آمریکایی است. در پژوهش‌هایش در دانشگاه آریزونا، او به بررسی آسیب به دی‌ان‌ای، رگ‌زایی، و تهاجم و متاستاز سرطان پرداخت؛ دفتر زنان در علوم و مهندسی را در این دانشگاه مدیریت کرد؛ و نخستین زن رئیس سازمان ملی پیشبرد حرفه‌ای شیمی‌دانان و مهندسان شیمی‌سیاه‌پوست (NOBCChE) بود.

## زندگی‌نامه و تحصیلات
مید-تالین در ۱۶ اوت ۱۹۴۴ در لندن، ویرجینیای غربی به دنیا آمد، پدرش رابرت آلفرد مید، دندان‌پزشک و کنشگر اجتماعی، و مادرش ویرجینیا می مید، معلم و مشاور راهنمایی بود. او در لندن بزرگ شد و در مدرسه عملکرد خوبی داشت، دوپایه را جهش کرد و در سن پایین وارد دبیرستان شد. سال اول دبیرستان او هم‌زمان با نخستین سال یکپارچه‌سازی نژادی مدرسه بود، و برای نخستین بار فرصتی برای مید-تالین و دختران هم‌کلاسش فراهم شد تا در یک دورهٔ علمی ثبت‌نام کنند.
مید-تالین در سن ۱۶ سالگی وارد کالج ایالتی ویرجینیای غربی شد. او در رشتهٔ شیمی تحصیل کرد، عضو آلفا کاپا آلفا بود، و در سال ۱۹۶۴ در سن ۱۹ سالگی مدرک کارشناسی علوم خود را دریافت کرد.
او به تحصیل در کالج هانتر ادامه داد و در سال ۱۹۶۹ مدرک کارشناسی‌ارشد علوم در رشتهٔ بیوشیمی را دریافت کرد. مید-تالین پیش از ورود به برنامهٔ دکتری در رشتهٔ شیمی در مرکز تحصیلات تکمیلی دانشگاه شهری نیویورک (CUNY)، در بیمارستان‌های هارلم و بلو کار می‌کرد. او در سن ۲۱ سالگی وارد این برنامه شد، اما پس از یک سال به بیوشیمی تغییر رشته داد، و پایان‌نامه‌اش را دربارهٔ بیان ژن در اشرشیا کلی نوشت و در سال ۱۹۷۲ مدرک دکترا دریافت کرد. ممکن است مید-تالین نخستین زن سیاه‌پوستی باشد که از CUNY در رشتهٔ بیوشیمی دکترا گرفته است، اما چون سوابق دانشگاه نژاد را ثبت نمی‌کنند، این موضوع به‌طور رسمی تأیید نشده است.

## حرفه
مید-تالین سمت استادی در کالج اولد وست‌بری را پذیرفت و هم‌زمان به‌عنوان استادیار مهمان در دانشگاه راکفلر فعالیت داشت، جایی که در تیم تحقیقاتی آنتونی سرامی دربارهٔ کم‌خونی داسی‌شکل پژوهش می‌کرد.
در سال ۱۹۷۵، او دورهٔ فوق‌دکترای پژوهشی در بیوشیمی را از مؤسسه ملی سلامت در دانشگاه آریزونا در توسان، آریزونا آغاز کرد. در آن زمان، او تنها زن سیاه‌پوستی بود که در آن‌جا رهبری یک آزمایشگاه پژوهشی زیست‌پزشکی را بر عهده داشت، و پژوهش‌هایش بر بررسی آسیب به دی‌ان‌ای، رگ‌زایی، و تهاجم و متاستاز سرطان متمرکز بود.
در پژوهش‌های رگ‌زایی‌اش، او نخستین‌بار از سلول‌های درون‌پوشی میکروواسکولار انسانی برای توسعهٔ «مدلی سریع، فیزیولوژیکی‌تر و به‌شدت بازتولیدپذیر برای آزمون رگ‌زایی» استفاده کرد. پژوهشگران سپس از این مدل برای غربال‌گری گیاهان بیابانی و قارچ‌ها به‌منظور یافتن مواد مؤثر در داروهای ضد سرطان استفاده کردند. مید-تالین در این پژوهش با لزلی گوناتیلکا و لوک وایت‌سل همکاری داشت.
در دانشگاه آریزونا، مید-تالین مدیر دفتر زنان در علم و مهندسی در گروه مطالعات زنان بود و زمان زیادی را صرف طراحی و برگزاری کارگاه‌ها و همایش‌هایی کرد که هدفشان تشویق زنان به ورود به حوزه‌های علم و مهندسی بود. او همچنین به ارائهٔ کارگاه‌هایی از سوی انجمن آمریکایی دانشکده‌های پزشکی برای رهبران دانشگاهی در پزشکی کمک کرد.
مید-تالین یک سال را به‌عنوان عضو طرح توسعهٔ هیئت علمی در مدرسه پزشکی مورهاوس در آتلانتا گذراند و در سال ۱۹۹۳ به‌عنوان نخستین زن رئیس ملی سازمان ملی پیشبرد حرفه‌ای شیمی‌دانان و مهندسان شیمی‌سیاه‌پوست (NOBCChE) برگزیده شد.
او در سال ۲۰۰۸ با عنوان استاد پژوهشی ممتاز بازنشسته از دانشگاه آریزونا کناره‌گیری کرد.

## جوایز و افتخارات
- دریافت جایزهٔ پژوهشگر اقلیت در سال‌های ۱۹۸۷ و ۱۹۸۸ از مؤسسه ملی سرطان
- دریافت جایزهٔ پژوهشگر اقلیت در سال ۱۹۹۴ از مؤسسه ملی قلب، ریه و خون
- دریافت جایزه از NOBCChE در سال ۱۹۹۸ به‌پاس «سهم در رشتهٔ بیوشیمی و پژوهش پزشکی»[۱]
- عضو هیئت تحریریهٔ مجلهٔ بین‌المللی Acta Histochemica[۱]

## زندگی شخصی
در زمان حضور در دانشگاه راکفلر، مید-تالین با گوردون تالین که در آن‌جا در تعطیلات تحصیلی بود، آشنا شد.
در طول مدت حضور او در دانشگاه آریزونا، مید-تالین از والدین سالخورده‌اش مراقبت می‌کرد. از سال ۲۰۱۲، مید-تالین که از همسرش طلاق گرفته بود، در توسون زندگی می‌کرد.

## انتشارات منتخب
- Tropp, Burton E.; Meade, Linda C.; Thomas, Paul J. (1970). "Consequences of Expression of the" Relaxed" Genotype of the RC Gene: LIPID SYNTHESIS". Journal of Biological Chemistry. 245 (4): 855–858. doi:10.1016/S0021-9258(18)63343-5. PMID 4906637.
- Meade-Tollin, Linda C.; Wijeratne, EM Kithsiri; Cooper, Deborah; Guild, Mischa; Jon, Edlyn; Fritz, Anne; Zhou, Guang-Xiong; Whitesell, Luke; Liang, Jing-yu; Gunatilaka, AA Leslie (2004). "Ponicidin and oridonin are responsible for the antiangiogenic activity of rabdosia r ubescens, a constituent of the herbal supplement PC SPES". Journal of Natural Products. 67 (1): 2–4. doi:10.1021/np0304114. PMID 14738375.
- Meade-Tollin, Linda C.; Van Noorden, Cornelis JF (2000). "Time lapse phase contrast video microscopy of directed migration of human microvascular endothelial cells on matrigel". Acta Histochemica. 102 (3): 299–307. doi:10.1078/S0065-1281(04)70037-9. PMID 10990067.
- Van Noorden, Cornelis JF; Meade-Tollin, Linda C.; Bosman, Fred T. (1998). "Metastasis: the spread of cancer cells to distant sites implies a complex series of cellular abnormalities caused, in part, by genetic aberrations". American Scientist. 86 (2): 130–141. doi:10.1511/1998.21.860. S2CID 257897999.
- Meade-Tollin, Linda C.; Way, Dennis; Witte, Marlys H. (1999). "Expression of multiple matrix metalloproteinases and urokinase type plasminogen activator in cultured Kaposi sarcoma cells". Acta Histochemica. 101 (3): 305–316. doi:10.1016/S0065-1281(99)80031-2. PMID 10443293.